# 5月25日大賞
5月25日大賞（Gran Premio 25 de Mayo）はアルゼンチン共和国のサンイシドロ競馬場・芝2400メートルで開催される競馬の競走である。

## 概要
1959年に創設。出走条件はサラブレッド系3歳以上でG1に格付けされている。レース名の通り、一部の年を除き5月25日に固定開催されている。
1975年から1979年まではパレルモ競馬場で開催されている。
2012年から2018年まではブリーダーズカップ・チャレンジ対象競走に指定され、優勝馬にはブリーダーズカップ・ターフへの優先出走権が与えられていた。
なお、2020年は新型コロナウイルス感染拡大の影響で開催中止となった。

## 近年の勝ち馬
- 2000 - Potriwish
- 2001 - Campesino
- 2002 - Miss Carry
- 2003 - Genereux
- 2004 - Jungle Fitz
- 2005 - El Lunicornio
- 2006 - Flag's Boy
- 2007 - Coquelize
- 2008 - Body Soguero
- 2009 - Escamonda
- 2010 - Fuego e Hierro
- 2011 - Vitaminado
- 2012 - Al Qasr
- 2013 - Ordak Dan
- 2014 - Sir Winsalot
- 2015 - Ordak Dan
- 2016 - Don Inc
- 2017 - Ordak Dan
- 2018 - La Extrana Dama
- 2019 - Pure Nelson
- 2020 - 中止
- 2021 - Village King
- 2022 - Durazzo
- 2023 - Menino Do Rio
- 2024 - Full Keid
- 2025 - Honest Boy

#### 各回競走結果の出典
- レーシングポスト
  - 2018, 2019, 2021, 2022, 2023, 2024